# Ewa Wencel

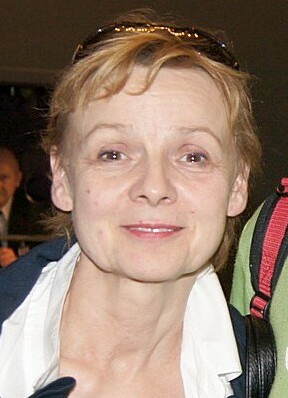
Ewa Wencel im Jahr 2012

Ewa Wencel (* 15. August 1955 in Opole, Polen) ist eine polnische Schauspielerin.

## Leben
Ewa Wencel wurde in der Stadt Opole geboren. Sie absolvierte in Łódź die Staatliche Hochschule für Film, Fernsehen und Theater Łódź und machte 1980 ihr Diplom mit Auszeichnung. Ihr Bühnendebüt gab sie 1981 am Teatr Polski in Szczecin. Danach spielte sie bis 1982 am Teatr Powszechny in Łódź, in Warschau spielte sie bis 1987 am Teatr na Woli, ab 1987 am Teatr Kwadrat und 1996 am Teatr Komedia. Während dieser Zeit trat sie auch in Fernsehtheateraufführungen auf.
Ihre erste Filmrolle bekam sie 1985, als sie in dem Film Szalenstwa panny Ewy die Rolle der Basia spielte. Wichtige Filme, in denen sie mitwirkte, waren: Die letzte Fähre und Mein Nikifor. 2007 wurde sie für ihre Darstellung der Mutter in dem Film Plac Zbawiciela unter anderem mit dem Polnischen Filmpreis als Beste Nebendarstellerin ausgezeichnet. Neben Filmen spielte sich in populären polnischen Fernsehserien mit, unter anderem M jak miłość, Mamuski, Dwie strony medalu oder Czas honoru; auch als Drehbuchautorin ist sie tätig.
Ewa Wencel hat im Fach Film- und Theaterwissenschaften einen Doktorgrad verliehen bekommen.

## Filmografie
- 2002–2007: M jak miłość
- 2004: Mein Nikifor (Mój Nikifor)
- 2006: Plac Zbawiciela

## Auszeichnungen
- 2007: Polnischer Filmpreis – Beste Nebendarstellerin (in dem Film Plac Zbawiciela)